# Representações culturais de Alcibíades
O proeminente estadista ateniense Alcibíades foi criticado por antigos escritores de quadrinhos e aparece em muitos diálogos socráticos. Ele desfruta de uma importante vida depois da morte, na literatura e na arte, tendo adquirido status simbólico como a personificação da ambição e da libertinagem sexual. Ele também aparece em muitas obras significativas da literatura atual.

## Comédia antiga
Alcibíades despertou em seus contemporâneos o temor pela segurança da ordem política. Desse modo, ele não foi poupado pela comédia grega antiga, e as histórias atestam um confronto épico entre Alcibíades e Eupolis semelhante ao entre Aristófanes e Cleon.
Aristófanes cita Alcibíades muitas vezes em suas peças satíricas, por exemplo, zombando de sua maneira de falar e de seu ceceio. De acordo com Aristófanes, o povo ateniense "anseia por ele e também o odeia, mas o quer de volta". Ésquilo em Rãs de Aristófanes ilustra a personalidade ambivalente de Alcibíades dizendo:
Ésquilo vê Alcibíades como uma criação poderosa que desperta admiração, mas também como uma "figura selvagem" inaceitável e perigosa quando libertada na cidade.

## Diálogos socráticos
Alcibíades também aparece em muitos diálogos socráticos:
- Simpósio de Platão, onde ele parece estar apaixonado por Sócrates.
- Existem dois diálogos da Antiguidade intitulados "Alcibíades", atribuídos a Platão, que apresentam Sócrates em conversa com Alcibíades: Primeiro Alcibíades (ou Alcibíades I) e Segundo Alcibíades (ou Alcibíades II). Alguns estudiosos, entretanto, os consideram espúrios.

Segundo Platão, Alcibíades é uma alma extraordinária, uma personificação da busca pelo poder mundano. O que é extraordinário para o filósofo, entretanto, não são os feitos resultantes, mas a própria alma, especialmente aquela paixão egoísta pelo que é melhor para si, além dos ofícios e honras convencionais. Para Platão, Alcibíades representa o ápice da política, mas aquele ápice que busca uma superioridade grande e quase divina que transcende a política. Platão apresenta Alcibíades como um jovem estudante e amante de Sócrates que, no futuro, seria a ruína de Atenas por meio de sua mudança de lealdade na guerra. Por causa do alto nível de estima pela comunidade na Grécia antiga, a traição de Alcibíades a seus companheiros soldados garante que ele seja desprezado em todos os escritos de Platão. Ele é indiretamente ridicularizado, muitas vezes retratado como embriagado, turbulento e em busca de prazer. De acordo com Habinek, sua aparição no Simpósio de Platão está de acordo com o padrão da literatura de Alcibíades: Alcibíades é sempre exatamente o que se deseja. Bonito, eloqüente, espirituoso e fácil de desprezar.
Em seu julgamento, Sócrates deve refutar a tentativa de considerá-lo culpado pelos crimes de seus ex-alunos, incluindo Alcibíades, Critias e Cármides. Por isso, declara em Apologia: "Nunca fui professor de ninguém", respondendo a circunstâncias bastante concretas e acontecimentos recentes (mutilação do hermai, traição de Atenas por Alcibíades em plena Guerra do Peloponeso, regime dos Trinta Tiranos).

## Literatura
Em obras medievais e renascentistas, como os Contos de Canterbury, o adágio de Erasmo, O Sileni de Alcibíades, o Livro do cortesão de Castiglione, Gargântua e Pantagruel de Rabelais, os Ensaios de Montaigne, o Timão de Atenas de Shakespeare e a tragédia de Thomas Otway, Alcibíades, Alcibíades é apresentado como um comandante militar.
Alcibíades, o Aluno, de Antonio Rocco (1652), já foi chamado de "o primeiro romance homossexual".
Alcibíades constituiu também uma fonte de inspiração para certos romancistas modernos, especialmente aqueles que escreviam romances históricos. Em Sobre os joelhos dos deuses (1908), Anna Bowman Dodd cobre a expedição de Alcibíades contra a Sicília. The Jealous Gods (1928) de Gertrude Atherton é outro romance sobre Alcibíades e a Atenas antiga. Em Tides of War, de Steven Pressfield, foi o personagem de Alcibiades quem mais se destacou na narrativa, assim como teve o maior impacto na Guerra do Peloponeso. Invicto durante sua carreira como general e almirante, a vida de Alcibíades se desenrolou como uma tragédia épica com as tensões entre seu gênio e a arrogância que foi sua derrota final. No romance de Daniel Chavarría, The Eye Of Cybele, um romance que recria ficcionalmente os escândalos e intrigas políticas que ocuparam a frente doméstica ateniense no auge da Guerra do Peloponeso, Alcibíades é o personagem central e ele é retratado como um dos generais mais poderosos de Atenas e como principal competidor pelo favor de Péricles e das massas. Alcibíades também aparece no romance satírico Picture This de Joseph Heller.
Outras obras modernas com Alcibíades como personagem principal incluem:
- O conto de Machado de Assis "Uma Visita de Alcebíades" (1875) é sobre Alcibíades se apresentando a um policial no Brasil do século XIX.
- Aquiles de Peter Green, sua armadura (1955),[11]
- O romance grego de Stephen Marlowe, The Shining (1965)
- Flores de Adônis de Rosemary Sutcliff (1969)
- Joel Richards ' Nebula Award - [12] conto "The Gods Abandon Alcibiades" (Ficção Científica de Asimov, fevereiro de 2001) texto completo
- O romance de viagem no tempo de Paul Levinson, The Plot to Save Socrates (2006)
- O romance pós-colonial de Giannina Braschi, United States of Banana (2011), apresenta Alcibiades, Parmenides, Diotima e Laches.[13][14] O romance em espanglês de Braschi, Yo-Yo Boing! (1998) apresenta Alcebíades fofocando sobre Sócrates.[15]

## Outras mídias
Alcibíades é um papel em ‎‎‎‎Socrate‎‎ de ‎‎Erik Satie‎ (1918), uma obra para voz e pequena orquestra (ou piano). (O texto é composto por trechos da tradução de Victor Cousin de obras de Platão, sendo todos os textos escolhidos referentes a Sócrates)
Alcibiades aparece como um personagem recorrente proeminente no videogame Assassin's Creed Odyssey, que se passa nos tempos da Grécia Antiga, no começo da Guerra do Peloponeso. No jogo, Alcibiades dá ao protagonista muitas missões, sendo também uma opção opcional de romance para encontros sexuais. Fiel à sua natureza histórica, muitas de suas buscas têm motivações ocultas que o ajudam a ganhar poder financeiro e político, no entanto, ele é mostrado de forma positiva, aliando-se aos personagens principais contra os antagonistas do jogo.
Alcibiades aparece na primeira temporada do webcomic Everywhere & Nowhere como protagonista.
O comediante da Internet, Conde Dankula, fez um vídeo sobre Alcibiades.